# Ewa Zwolińska
Ewa Anna Zwolińska (ur. 1954) – polska pedagog, dr hab. nauk humanistycznych, profesor Katedry Badań nad Edukacją Estetyczną Wydziału Pedagogiki Uniwersytetu Kazimierza Wielkiego.

## Życiorys
W 1976 ukończyła studia pedagogiczne w Wyższej Szkole Pedagogicznej w Bydgoszczy, 22 czerwca 1988 obroniła pracę doktorską Oddziaływanie zajęć umuzykalniających na usprawnianie funkcji percepcyjno-motorycznych u dzieci z fragmentarycznymi deficytami rozwojowymi, 18 listopada 1999 habilitowała się na podstawie pracy zatytułowanej Rozwój wyobraźni muzycznej a funkcje percepcyjno-motoryczne w młodszym wieku szkolnym. 3 kwietnia 2013 nadano jej tytuł profesora w zakresie nauk humanistycznych.
Objęła funkcję profesora zwyczajnego w Kujawskiej-Pomorskiej Szkole Wyższej w Bydgoszczy oraz w Instytucie Pedagogiki na Wydziale Pedagogiki i Psychologii Uniwersytetu Kazimierza Wielkiego.
Była dziekanem na Wydziale Pedagogiki i Psychologii Uniwersytetu Kazimierza Wielkiego.
Piastuje stanowisko profesora Katedry Badań nad Edukacją Estetyczną Wydziału Pedagogiki Uniwersytetu Kazimierza Wielkiego.